# شکست سریع
شکست سریع (به انگلیسی : Fail fast)، یک مفهوم در مدیریت، بازرگانی و نظریه روان‌شناسی سازمانی است که استدلال می‌کند که شرکت‌ها باید کارکنان خود را تشویق کنند تا از یک فرایند آزمون و خطا برای تعیین و ارزیابی سریع دوام طولانی مدت محصول یا استراتژی استفاده کنند و به جای ادامه سرمایه‌گذاری در یک رویکرد محکوم به شکست، زیان را کاهش دهند. این عنصری از فرهنگ سازمانی برخی از سازمان‌ها به ویژه در صنعت فناوری و در دره سیلیکون ایالات متحده است.
یک دلیل اصلی این است که شکست قبل از سرمایه‌گذاری بزرگ و در اولین فرصت‌ها در یک تلاش کشف می‌شود. شیوه‌های مرتبط برای شناسایی نگرانی‌ها قبل از راه‌اندازی تحقیق و توسعه گسترده و مدت‌ها قبل از انتشار یا عرضه طراحی شده‌اند. گاهی اوقات به اشتباه به عنوان تشویق کننده شکست غیرقابل کاهش درک می‌شود، یک اصل اساسی این است که «اصل ۴: خطرات منفی را کنترل کنید - ارزان شکست بخورید.»
وعده ضمنی به کارمندان این است که اگر عواقب شکست به سرعت شناسایی شوند، بر موقعیت، شغل یا مسیر شغلی فرد تأثیر منفی نخواهد گذاشت. یکی از مؤلفه‌های مهم یک رویکرد موفق مستلزم فرهنگ سازمانی است که نه تنها شکست را تحمل کند، بلکه فعالانه آن را تشویق و حتی تجلیل کند که منجر به یادگیری ارزشمند برای سازمان می‌شود. این رویکرد به دلیل عدم پایبندی به آن وعده ضمنی، به دلیل ریسک ایجاد فرهنگ متوسط و خوش بین بودن بیش از حد نسبت به مزایای یادگیری از شکست، مورد انتقاد قرار گرفته است.

## مفهوم
مفهوم و نظریه استدلال می‌کند که بنگاه‌ها باید یک فرایند آزمون و خطا تهاجمی و چابک را برای تعیین و ارزیابی سریع ماندگاری طولانی مدت یک محصول یا راهبرد اتخاذ کنند، تشخیص دهند که روندی خوب پیش نمی‌رود، و به جای اینکه سال‌ها در یک رویکرد محکوم به فنا سرمایه‌گذاری کنند، تعدیل را در کار خود انجام دهند یا در مسیر دیگری ادامه دهند.
این رویکرد، فرایند توسعه تدریجی پروژه را با بررسی‌های تکراری برای اطمینان از اینکه محصول یا استراتژی نیازهای مشتری، مصرف‌کننده یا سازمان را قبل از اختصاص سرمایه‌گذاری مداوم برآورده می‌کند، درنظر می‌گیرد.
این مفهوم در اوایل سال ۱۹۹۲ توسط سیم سیتکین از دانشگاه دوک در حوزه آکادمیک مطرح شد.

### منطق
منطق اصلی این است که شکست پیش از انتشار یا عرضه شناسایی می‌شود تا منجر به جلوگیری از زیان‌های هنگفت ناشی از محصول نهایی ناموفق و از دست دادن شهرت و اعتماد (که ممکن است رخ دهد) شود.
منطق دیگر این است که شرکتی که چنین رویکردی را در پیش می‌گیرد، زیان‌های خود را با ادامه ندادن به سرمایه‌گذاری زمان و پول در یک پروژه محکوم به فنا کاهش می‌دهد، با توجه به اینکه مسئولان پروژه از پیامدهای یک شکست هنگفت می‌ترسند. گرایشی که به عنوان اثر هزینه هدر رفته شناخته می‌شود. افزون بر این، شرکتی که از چنین رویکردی استفاده می‌کند، سریع‌تر از آموخته‌های شکست‌های گذشته سود می‌برد و احتمال موفقیت سریع‌تر در پروژه‌های آینده را افزایش می‌دهد.

### قول ضمنی به کارکنان
وعده ضمنی به کارمندان این است که فرهنگ سازمانی فرهنگی است که در آن شکست نه تنها تحمل می‌شود، بلکه به‌طور فعال تشویق می‌شود و تا زمانی که شکست به سرعت تشخیص داده شود، موقعیت، شغل یا مسیر شغلی فرد توسط یک پروژه شکست خورده تهدید نمی‌شود. به گفته بن لوتکویچ، که برای TechTarget می‌نویسد، برای استفاده موفقیت‌آمیز از این رویکرد، سازمان‌ها باید «شکست را به عنوان یک موضوع مثبت بازنگری کنند. شکست باید به عنوان ورودی ضروری برای تغییر و نوآوری تلقی شود». ریتا مک گراث، استاد بازرگانی دانشگاه کلمبیا، در سال ۲۰۱۱ در مجله هاروارد بیزینس ریویو نوشت، ایجاد «فرهنگی که شکست هوشمندانه را جشن می‌گیرد» را توصیه کرد.